# Liosceles thoracicus
El tapaculo amazónico (Liosceles thoracicus), también conocido como gallito pardo, tapacola fajirrojizo (en Ecuador), tapaculo collarejo (en Colombia) o tapaculo de faja rojiza (en Perú), es una especie de ave paseriforme de la familia Rhinocryptidae, la única del género monotípico Liosceles. Es nativo de la región amazónica en América del Sur.

## Distribución y hábitat
Se distribuye por la Amazonia del centro y oeste de Brasil, del sureste de Colombia, este de Ecuador y este y sureste de Perú.
Esta especie es considerada bastante común en su hábitat natural: el suelo o cerca, generalmente cerca de árboles caídos, en el interior de selvas húmedas tropicales de terra firme hasta los 600 m de altitud.

## Descripción
Mide entre 19 y 19,5 cm de longitud y pesa entre 39 y 42 g. La cabeza y el pescuezo son grisáceos con una estrecha lista superciliar blanca; por arriba es rojizo, las cobertoras de las alas con puntos pardo amarillentos. La garganta y el pecho son blancos con una mancha rufo-anaranjada en el pecho; los flancos y el vientre barrados de negruzco, pardo y blanco.

## Comportamiento
Forrajea solitario, caminando o saltando en el suelo de la selva, generalmente entre la vegetación densa y con frecuencia salta sobre troncos caídos. Es tímido y furtivo, es difícil de ver, mismo utilizando play-back, pasa desapercibido con su cabeza agachada y la cola baja, que levanta raramente o nunca.

### Alimentación
Se alimenta principalmente de chinches terrestres Hemiptera.

### Vocalización
El canto más oído es una serie de notas silbadas bajas y suaves, «piu-piu-piu-piu-pu-pu-pupupu», acelerando y desordenando ligeramente al final. El llamado de alarma es un abrupto y nasal «squeah», usualmente dado en una serie de 2-3.

## Sistemática

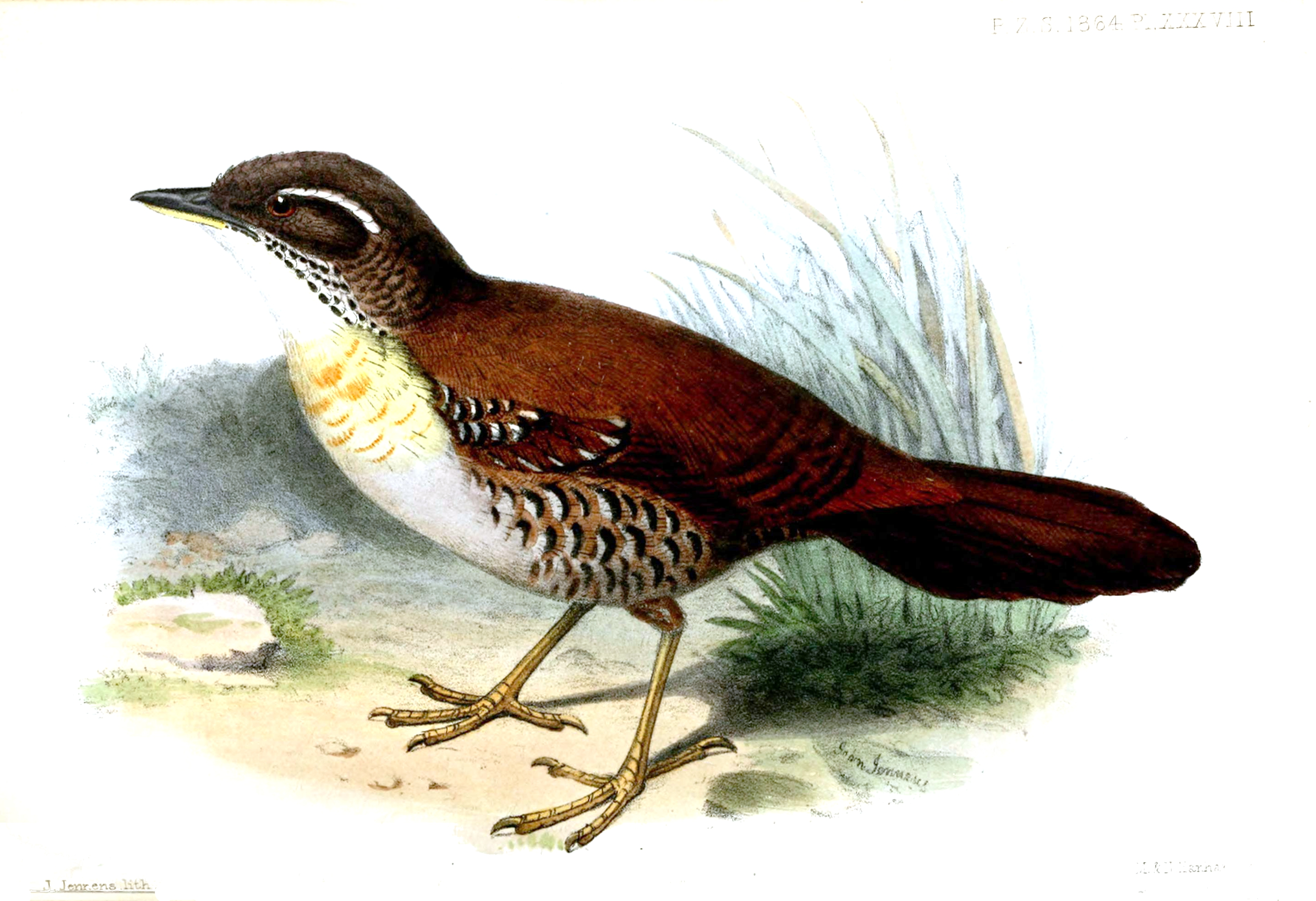
Pteroptochus thoracicus, ilustración de Jennens para Proceedings of the Zoological Society of London, 1864.

### Descripción original
La especie L. thoracicus fue descrita por primera vez por el zoólogo británico Philip Lutley Sclater en 1865 bajo el nombre científico Pteropthochus thoracicus; la localidad tipo es «Salto do Girão, Río Madeira, Brasil».
El género Liosceles también fue descrito por Sclater en 1865.

### Etimología
El nombre genérico masculino «Liosceles» se compone de las palabras del griego «leios» que significa ‘suave’, ‘débil’, y «skelos» que significa ‘pierna’; y el nombre de la especie «thoracicus», en latín significa ‘pectoral’, ‘relativo al pecho’.

### Taxonomía
Los estudios de genética molecular de Ericson et al., 2010 confirman la monofilia de la familia Rhinocryptidae y sugieren la existencia de dos grandes grupos dentro de la misma, de forma muy general, el formado por las especies de mayor tamaño, al que pertenece el presente, y el integrado por las especies menores. Ohlson et al. 2013 proponen la división de la familia en dos subfamilias. La presente pertenece a una subfamilia Rhinocryptinae Wetmore, 1930 (1837), junto a Pteroptochos, Scelorchilus, Psilorhamphus, Acropternis, Rhinocrypta y Teledromas.
Las variaciones geográficas son relativamente débiles; la subespecie dugandi es considerada dudosa. La población del sureste de Perú se presume que pertenezca a la nominal thoracicus, pero se precisan más estudios.

### Subespecies
Según las clasificaciones del Congreso Ornitológico Internacional (IOC) y Clements Checklist/eBird,  se reconocen tres subespecies, con su correspondiente distribución geográfica:
- Liosceles thoracicus dugandi Meyer de Schauensee, 1950 – sureste de Colombia y oeste de Brasil en el río Solimões.
- Liosceles thoracicus erithacus P.L. Sclater, 1890 – desde el este de Ecuador hacia el sur hasta el este de Perú (al sur hasta la desembocadura del río Urubamba.
- Liosceles thoracicus thoracicus (P.L. Sclater, 1865) – centro y oeste de la Amazonia brasileña (al este hasta el río Tapajós) y probablemente sureste de Perú.